# Sólo se muda dos veces
Sólo se muda dos veces (You Only Move Twice en su idioma original) es el segundo episodio de la octava temporada de la serie animada Los Simpson, estrenado originalmente el 3 de noviembre de 1996. Fue escrito por John Swartzwelder y dirigido por Mike B. Anderson. Albert Brooks, en su cuarta aparición como estrella invitada en Los Simpson, personifica a Hank Scorpio, uno de los personajes más populares aparecidos una sola vez en la serie. El título del episodio es una referencia de la película de James Bond You Only Live Twice, y muchos de los elementos del episodio parodian las películas de Bond. 
El episodio, basado en una idea de Greg Daniels, tiene tres conceptos mayores: la familia se muda a una nueva ciudad; Homer tiene un jefe nuevo y moderno; y ese jefe, sin que Homer lo sepa, es un genio diabólico. Bart, Lisa, y Marge tienen cada uno una historia secundaria. Para hacer el segundo y tercer acto en una nueva ciudad, Cypress Creek, los animadores crearon fondos y diseños totalmente nuevos. IGN nombró a "Sólo se muda dos veces"  el mejor episodio de la octava temporada de la serie. 

## Sinopsis
Una empresa, llamada Globex Corporation, le propone a Waylon Smithers trabajar en ella como técnico superior nuclear. Este rechaza la propuesta, por lo que van a por la segunda persona que más tiempo lleva en la Planta: Homer. Este acepta el empleo y la familia tiene que mudarse a una ciudad exclusiva de los empleados de Globex llamada Cypress Creek. Tras tener varios problemas al vender la casa, deciden abandonarla. Cuando llegan a su nuevo hogar, son recibidos por Hank Scorpio, el dueño de Globex Corporation. 
La vida le va bien a Homer, pero al resto no. Bart es popular en su nueva escuela, incluso encuentra un amigo parecido a Milhouse, pero al no saber leer escritura cursiva, ni saber multiplicar ni dividir con decimales, es degradado a una clase de apoyo. Lisa se enamora de la fauna y flora local, pero es alérgica al polen de las plantas. Y Marge no tiene nada que hacer, ya que la casa tiene asistencia automatizada, por lo que recurre a beber vino. 
La familia le pide a Homer volver a Springfield, pero él se niega a hacerlo. Entonces, le pide consejo a Hank, cuyos soldados mantienen combates contra los Cascos Azules en su "oficina". Este le dice que se vuelva a Springfield. 
Al volver a Springfield, el periódico de la casa muestra que un supervillano (Hank Scorpio) conquista la costa este de los EE. UU. y más tarde, encuentran en su casa a Otto con su novia. Por último, Homer recibe un telegrama, que comunica que el "Proyecto Arcturus" no habría tenido éxito sin él. Cómo recompensa, Scorpio le regala un equipo de fútbol americano, los Denver Broncos, ante la decepción de Homer, que soñaba con ser dueño de los Dallas Cowboys.

## Producción
La idea original del episodio la tuvo Greg Daniels, y los escritores, a partir de ella, planearon tres ideas. En la primera, la familia Simpson se muda de Springfield, y los hechos harían que el público pensara que se mudarían para siempre. Para realizarlo, debieron trabajar en la mayor cantidad de personajes que pudieron para dar a entender que la familia realmente se iba. La segunda idea era que Homer conseguía un nuevo trabajo con un jefe moderno y amigable con los empleados, en contraste con el Sr. Burns, un jefe autoritario del estilo del siglo XIX. La tercera idea era que el nuevo jefe de Homer, a pesar de ser simpático y agradable, sería un supervillano del estilo de Ernst Stavro Blofeld. Este elemento sería la base del episodio y Homer ignoraría la verdadera ocupación de su jefe.
Los escritores decidieron darle su propia historia a cada miembro de la familia. Tanto ellos como los animadores debatieron si la historia de Marge debería relacionarla con el alcoholismo, ya que algunos opinaban que esto era muy deprimente. Originalmente, había otra historia cuyo protagonista era el Abuelo, a quien lo dejan en Springfield y recibe llamadas de saludos previamente grabadas. El argumento terminó teniendo cuatro secuencias, las cuales fueron editadas para adecuarlas al tiempo del episodio, pero cuyas versiones completas están incluidas en la versión en DVD de la octava temporada de la serie. "Cypress Creek" fue llamada "Cavernas de las Esmeraldas" durante gran parte de la producción, pero el nombre fue cambiado porque los escritores sintieron que "Cypress Creek" asemejaba más a una ciudad del estilo de Silicon Valley.
Los animadores tuvieron que dibujar fondos completamente nuevos para el episodio. Christian Roman, John Rice, y Mike Anderson fueron los encargados de la animación. Una idea equivocada común es que Scorpio fue diseñado basándose en Richard Branson. El diseño final, el cual debió ser revisado varias veces, fue elegido porque los escritores pensaron que era "el hombre loco perfecto".
Los escritores de la serie no debieron preocuparse demasiado con las líneas de Scorpio porque sabían que Brooks reescribiría o improvisaría las que fueran necesarias. Partes enteras del diálogo de Scorpio, como el discurso de las hamacas, fueron ideadas por Brooks. Dan Castellaneta dijo que, cuando terminaba de aprender las líneas que debía decir Homer en respuesta a lo que decía Scorpio, descubría que Brooks había cambiado todo completamente. Josh Weinstein dijo que la reacción que tiene Homer es exactamente igual que la que tiene alguien que habla con Albert Brooks. En conjunto, sus grabaciones duraron aproximadamente dos horas de diálogo. Ken Keeler dijo que era una actuación increíble para ser escuchada y posteriormente conservó una grabación de la sesión.